# Arganasuchus
Arganasuchus — вимерлий рід архозаврів. Відомо з одного виду Arganasuchus dutuiti. Скам'янілості представників цього роду були знайдені в породах верхнього тріасу басейну Аргана, Марокко. Хоча його останки спочатку були віднесені до Ticinosuchus, коли були виявлені в 1970-х роках, у 2007 році він був ідентифікований як окремий рід з унікальними особливостями лобка та верхньої щелепи. Arganasuchus також мав кілька спільних анатомічних деталей з Batrachotomus, Fasolasuchus, Postosuchus, хоча його зв’язок з іншими лорікатанами залишається невиясненим. Arganasuchus вважається м'ясоїдною твариною завдяки своїм великим зубам у формі ножа.